# 杜傲杰
杜傲杰（葡萄牙語：José Augusto de Jesus Duarte，直译若泽·奥古斯托·德热苏斯·杜瓦蒂，1963年3月31日—），葡萄牙外交官，曾任葡萄牙驻莫桑比克大使、葡萄牙驻华大使，现任葡萄牙驻法大使。

## 生平
1963年3月31日，杜傲杰生于葡萄牙里斯本。后毕业于里斯本技术大学社会科学及政治科学学院，获国际关系学位。

### 外事工作
杜傲杰1989年12月通过外交部考试，曾先后派驻华盛顿、布鲁塞尔、马德里等地。2013年4月6日，任驻莫桑比克大使（兼驻坦桑尼亚、斯威士兰、塞舌尔及毛里求斯）。2017年11月到任驻华大使（兼驻蒙古）。2017年12月5日，正式递交国书。2022年7月离任。

## 荣誉

### 葡萄牙勋章奖章
- 功绩大十字勋章（葡萄牙語：Ordem do Mérito）（2013年4月2日公布[5]）
- 恩里克王子大十字勋章（葡萄牙語：Ordem do Infante D. Henrique）（2017年9月30日公布[5]）

### 外国勋章奖章
- 二等白星勋章（英语：Order of the White Star）（爱沙尼亚，2003年5月8日批准，2003年5月12日颁发[6]）
- 法國國家功績勳章（法国，2006年1月27日[7]）
- 教宗庇护九世大十字勋章（英语：Order of Pope Pius IX）（梵蒂冈，2016年7月7日[7]）
- 卡洛斯三世指挥官勋章（西班牙语：Orden de Carlos III）（西班牙，2016年11月25日[7]）
- 荣誉大指挥官勋章（英语：Order of Honour (Greece)）（希腊，2017年4月21日[7]）